# Anton August von Attems-Gilleis

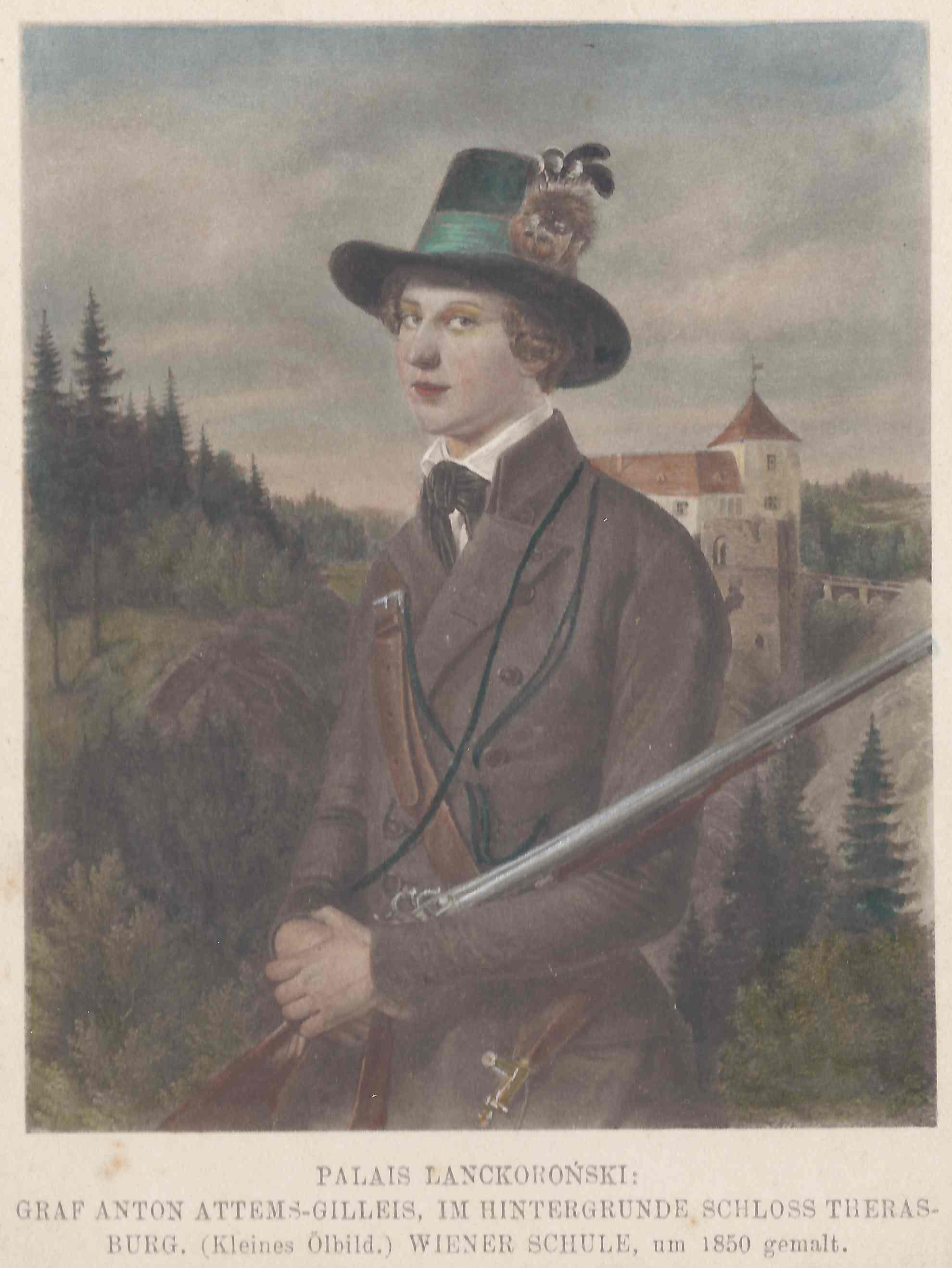
Porträt Anton August Graf von Attems-Gilleis um 1850

Anton August Graf von Attems-Gilleis (* 6. Mai 1834 in Schloss Hausambacher; † 9. Dezember 1891 in Wien) war ein österreichischer K.u.K. Kämmerer und Mitglied des Abgeordnetenhauses des österreichischen Reichsrates.

## Leben
Anton August Graf von Attems-Gilleis wurde als Sohn von Hermann Eduard Graf von Attems (1800–1874) und Leopoldine Freiin von Gilleis (1807–1875), Sternkreuzdame, geboren. Er heiratete am 8. Juli 1858 in der Pfarrkirche zu den Schotten Maria Gräfin zu Hardegg (1836–1906), die ältere Schwester des späteren Fürstgroßpriors Fra' Rudolf zu Hardegg auf Glatz und im Machlande (1851–1939).  
Er diente als aktiver Offizier beim k.k. Kürassier-Regiment Nr. 7 und schied als Oberleutnant aus. Er erbte das 1803 von der Familie erworbene Schloss Schrattenthal. Seine Söhne waren Maximilian Graf von Attems-Gilleis, Hermann Graf von Attems-Heiligenkreuz und Karl Anton Graf von Attems-Heiligenkreuz (1869–1925), seine Töchter waren Franziska Xaveria (1861–1893), verheiratet mit Graf Karl Lanckoroński, und Theresia Maria (1863–1938). 
Als Abgeordneter des Großgrundbesitzes im Reichsrat gehörte er ursprünglich der konservativ-klerikal-feudalen Gruppe an, stimmte aber mit den Verfassungstreuen. Er konnte daher 1871 sein Mandat auch unter verfassungstreuer Übermacht im Großgrundbesitz halten und wurde 1873 unter Kurienwahlrecht neuerlich in den Reichsrat gewählt.
Im Zuge des Gründerkraches der 1870er Jahre verlor Anton August Besitz und Schloss Schrattenthal. Er hatte volle Bürgschaft für seinen Freund Ludwig Karl Wilhelm von Gablenz übernommen. Von 1870 fast durchgängig bis 1880 gehörte er dem Niederösterreichischen Landtag an. Am 9. November 1890 erhielt er vom Kaiser ad personam das Recht auf Namens- und Wappenvereinigung Graf Attems-Gilleis. Anton August war auch Verfügungsberechtigter des aus der Familie seiner Mutter stammenden Gilleis'schen Fideikommisses und Lehensherr der Herrschaft Therasburg.

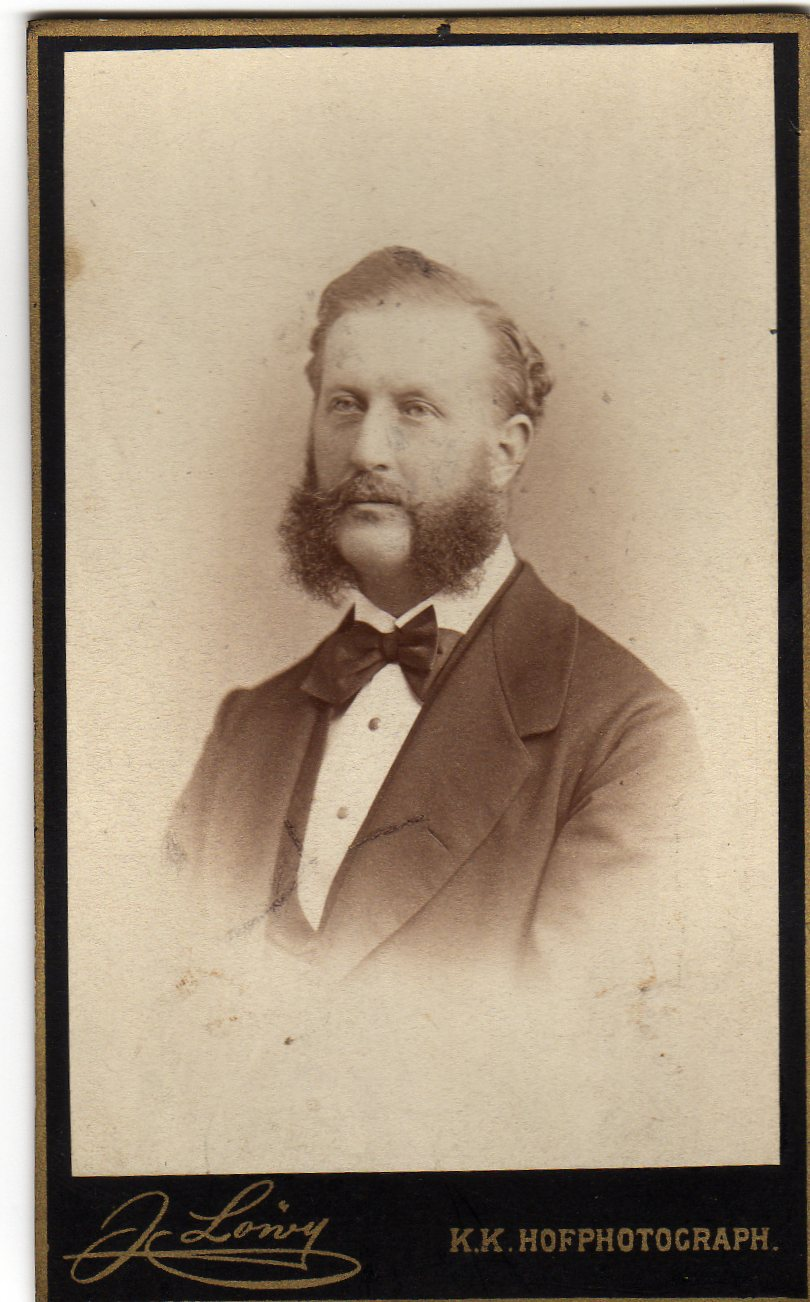
Anton August Graf von Attems-Gilleis, 1834–1891, Photographie

## Auszeichnungen
- K. K. wirklicher Kämmerer, 1858[7]